# C·J·艾肯
查爾斯·賈斯汀·艾肯（1990年9月27日—）為美國男子籃球運動員。
艾肯7歲從格倫賽德搬到肯肖霍肯不久以後，有天肚子疼痛經醫生診斷出患有伯基特淋巴瘤，在病情減緩以後母親為了讓艾肯走出門外安排他去打籃球，打了兩年籃球艾肯逐漸對籃球產生興趣，就讀了La Salle College Preparatory兩年後艾肯轉學到Plymouth-Whitemarsh High School。2009年6月艾肯口頭承諾就讀聖約瑟夫大學。2013年艾肯在就讀大學三年以後離開了學校，在NBA夏季聯賽中代表沙加緬度國王出賽，場均表現為4.6分和2.6籃板。
2018年4月艾肯作為哥倫比亞Dyip在菲律賓籃球協會委員盃的外籍球員，出賽三場比賽後艾肯被約翰·菲爾茲取代。
2022年1月艾肯加盟超級籃球聯賽桃園璞園建築。

## 外部連結
- C·J·艾肯在fiba.basketball（英语）
- C·J·艾肯在NBA G聯盟官網（英语）
- C·J·艾肯在Basketball-Reference.com（NBA G聯盟）（英语）
- C·J·艾肯在Sports-Reference.com（NCAA）（英语）
- C·J·艾肯在Eurobasket.com（球員）（英语）
- C·J·艾肯在Proballers（英语）
- C·J·艾肯在RealGM（英语）
- C·J·艾肯在Flashscore（英语）
- . Interperformances.com.